# 富山県立高岡工芸高等学校
富山県立高岡工芸高等学校（とやまけんりつ たかおかこうげいこうとうがっこう、英: Toyama Prefectural Takaoka Kogei High School）は、富山県高岡市中川にある工業系、工芸系の公立高等学校。通称は「工芸（こうげい）」。1894年（明治27年）10月に富山県工芸学校と称して開校し、附属施設として青井記念館美術館を擁する。納富介次郎を同じ初代校長とする石川県立工業高等学校・香川県立高松工芸高等学校・佐賀県立有田工業高等学校とは姉妹校である。

## 設置学科
- 機械科
- 電子機械科
- 電気科
- 建築科
- 土木環境科
- 工芸科
- デザイン・絵画科

## 沿革

### 富山県工芸学校
- 1894年（明治27年）10月22日 - 高岡市に富山県立工芸学校設置が告示される。同年11月20日[1]、富山県工芸学校と称し、高岡市桜馬場高岡商品陳列所を仮校舎として開校する。本科（修業年限4年）木材彫刻、金属彫刻、鋳銅、髹漆の4科を置く。他に速成科（修業年限3年）、選科を置く。
- 1899年（明治32年）8月 - 本科を木工、金工、漆工、図案絵画の4科とする。
- 1900年（明治33年）9月 - 現在地に校舎新築移転する。

### 富山県立工芸学校
- 1901年（明治34年）10月 - 富山県立工芸学校と改称する。
- 1902年（明治35年）4月 - 附属工業補習学校を設置。夜間2時間、修業年限2年。
- 1910年（明治43年）3月 - 別科を廃止し予科を置く。修業年限2年。
- 1913年（大正2年）2月 - 予科廃止。附属工業補習学校の授業休止。
- 1917年（大正6年）2月 - 予科を復活。修業年限2年、さらに別科（1年以内）を置く。
- 1919年（大正8年）3月 - 従来の学科を一括して工芸部と称し、更に応用化学部、機械電気部を設置。
- 1921年（大正10年）3月 - 予科を廃止し本科の修業年限5年とする。別科を選科と改め、同時に研究科を置き各修業年限を2年以内とする。
- 1931年（昭和6年）4月 - 選科および研究科を廃止し、本科のみとし木材工芸科、金属工芸科、漆工芸科、工芸彫刻科、工芸図案科、応用化学科、機械科、電気科の8科とする。
- 1935年（昭和10年）3月 - 第2部応用化学科、機械科を設置、修業年限1年。
- 1937年（昭和12年）9月 - 第2部電気科を増設。
- 1939年（昭和14年）3月 - 富山県立工業青年学校を併設、修業年限本科4年、研究科2年。

### 富山県立高岡工芸学校

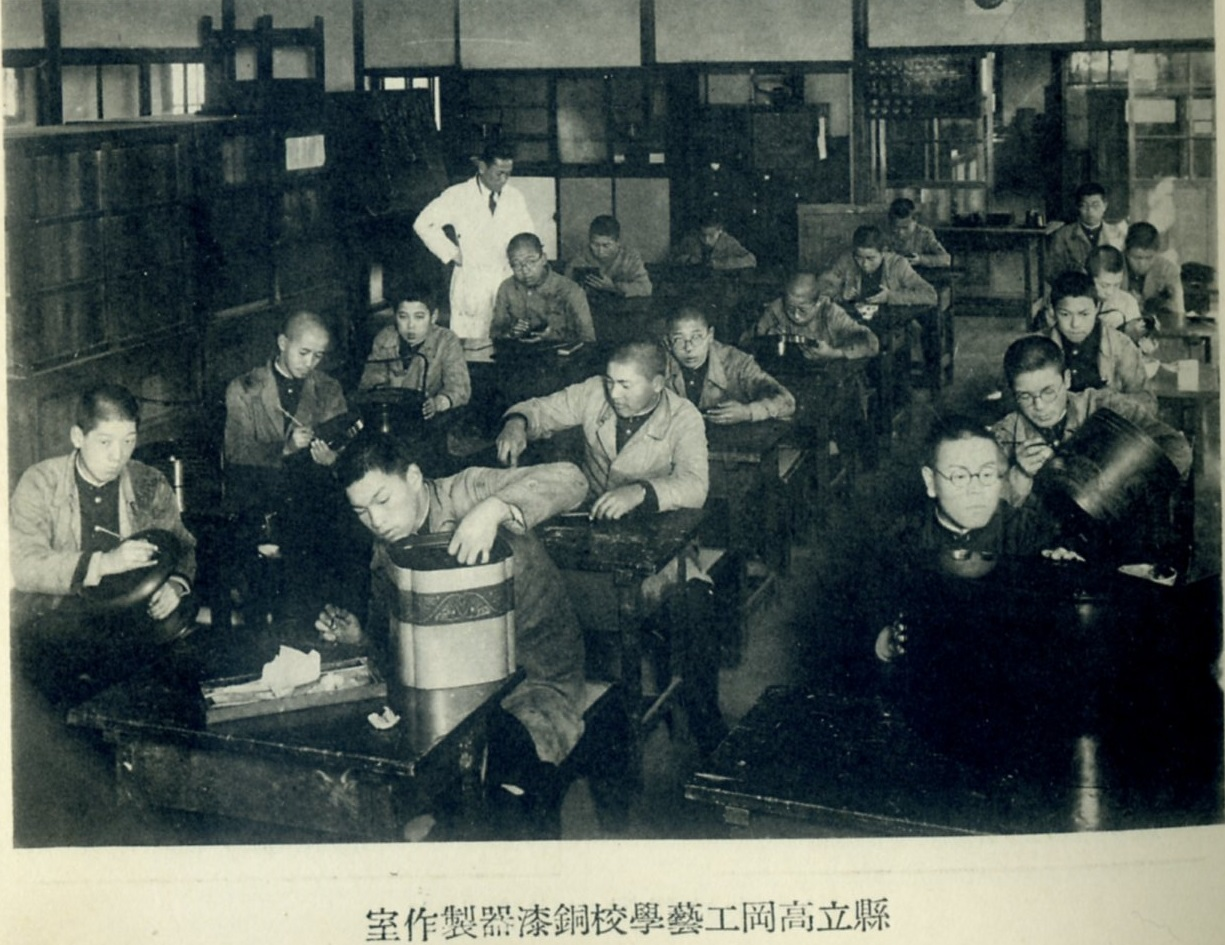
高岡工芸学校銅漆器制作室。『富山県政史 第七巻』（1939年）。

- 1941年（昭和16年）4月 - 富山県立高岡工芸学校に改称、本科の学科を木工科、金工科、漆工科、図案科、応用化学科、機械科、電気科とし、第2部の学科を応用化学科、電気科とし、機械科を廃止。
- 1945年（昭和20年）
  - 3月 - 富山県立工業青年学校廃止。
  - 4月 - 富山県立高岡工芸学校第2本科（夜間）設置。
- 1946年（昭和21年）
  - 2月 - 学則改正により木材工芸科、金属工芸科、漆工科、図案科、機械科、電気科、工業化学科とし、第2本科は機械科、電気科、工業化学科とする。
  - 4月 - 本科に窯業科、色染科を設置、修業年限5年。

### 富山県立高岡中部高等学校
- 1948年（昭和23年）
  - 4月 - 富山県立高岡工芸高等学校創設、学制改革による新制高等学校として開校。木材工芸、金属工芸、塗装工芸、図案絵画、工業化学、機械、電気の7課程を置く。修業年限3年。富山県立高岡工芸高等学校定時制（夜間部）開設。工業化学、機械、電気の3課程を置く、修業年限4年。
  - 9月 - 学制改革により富山県立高岡高等学校、富山県立高岡工芸高等学校及び富山県立高岡東部女子高等学校の3校を基盤とする総合制高等学校として富山県立高岡中部高等学校設立。校舎として高岡高等学校及び高岡工芸高等学校の校舎を充てる。全日制は普通課程、職業課程よりなり、職業課程には木材工芸、金属工芸、塗装工芸、図案絵画、工業化学、機械、電気の7課程を置く。定時制は職業課程よりなり、工業化学、機械、電気の3課程を置く。色染科廃止。
- 1949年（昭和24年）4月 - 全日制職業課程に窯業課程設置。

### 富山県立高岡工芸高等学校
- 1950年（昭和25年）4月1日 - 富山県立高岡工芸高等学校として富山県立高岡中部高等学校より分離[2]、全日制に木材工芸、金属工芸、塗装工芸、図案絵画、窯業、工業化学、機械、電気の8課程を、定時制に工業化学、機械、電気の3課程を置く。
- 1951年（昭和26年）4月 - 土木課程、建築課程設置。
- 1961年（昭和36年）4月 - デザイン課程設置。図案絵画課程は募集停止。富山県立高岡産業高等学校を本校内に設置。
- 1962年（昭和37年）4月 - 本校に二上分校設置。設置課程は土木、機械の2課程。本校土木課程募集停止。
- 1963年（昭和38年）4月 - 金属工業科、工芸科が新設され、木材工芸、金属工芸、窯業、塗装科の4科は募集停止。二上分校は富山県立二上工業高等学校として独立。
- 1965年（昭和40年）4月 - 設計計測科（女子）新設。
- 1971年（昭和46年）3月 - 定時制課程廃止。
- 1972年（昭和47年）4月 - 設計計測科募集停止。
- 1982年（昭和57年）4月 - 工業化学科を化学工業科と改称。
- 1991年（平成3年）4月 - 金属工業科募集停止。
- 1994年（平成6年）4月 - 電子機械科新設、機械科1学級減。
- 2000年（平成11年）4月 - 化学工業科募集停止。

### 新・富山県立高岡工芸高等学校
- 2009年（平成21年）
  - 4月 - 富山県立二上工業高等学校と富山県立高岡工芸高等学校による新高校開設準備室設置。
  - 9月 - 新高校の校名が「富山県立高岡工芸高等学校」に決定。
- 2010年（平成22年）4月 - 新高校開校。機械科40名、電子機械科40名、電気科40名、建築科40名、土木環境科40名（新設）、工芸科30名（定員10名増）、デザイン・絵画科40名（デザイン科より科名変更、定員20名増）。富山県立二上工業高等学校全科（機械工学科、環境科学科）募集停止。
- 2012年（平成24年）3月 - 富山県立二上工業高等学校閉校。

## 部活動
- 運動部 - 陸上競技、野球、柔道、剣道、バレーボール、バスケットボール、サッカー、ソフトテニス、卓球、バドミントン、弓道、ハンドボール
- 文化部 - 放送、吹奏楽、美術、写真、陶芸、クラフト、茶道、演劇、コンピュータ研究、機械工学、電子機械工学、電気工学、建築工学、土木環境工学、デザイン研究

## 尚美展
尚美展（しょうびてん）は、創立記念日の10月22日に近い土曜日、日曜日の2日間にわたり、毎年開催されている当校の学校行事の一つである。一般的な学校祭にあたるが、各学科・教科での授業で取り組んだ課題作品の展示や、部活動や生徒会・委員会の活動内容などもパネル形式やステージ発表で出展されている。ワークショップをともなう展示室も多い。2007年（平成19年）秋には、100回目の記念展を開催した。

## 青井記念館美術館
青井記念館美術館（あおいきねんかんびじゅつかん、Aoi Memorial Museum of Art）は、全国でも珍しい高等学校附属の美術館であり、創立100周年の記念事業の一環として1994年（平成6年）に旧青井記念館を移転新築したものである。入館無料。富山県博物館協会会員。また同美術館（同校）に隣接して高岡市美術館がある。

### 初代の青井記念館
旧青井記念館は、株式会社丸井の創業者で、同窓生の青井忠治が母校の発展に深い関心を寄せ、創立70周年を記念して寄付されたものである。「先輩に感謝の意を表し、長く記念するため」に1963年（昭和38年）に建築された。鉄筋コンクリート3階建て、1階（床面積57平方メートル）部分はピロティ・駐車場、2階（床面積452平方メートル）部分が学校図書館、生徒100名が収容、書籍2万7千冊の蔵書が可能であった。3階（床面積452平方メートル）部分には、美術品陳列室・ギャラリーおよび会議が可能な記念ホールを有していた。
収蔵されていた美術品は、年に1回の学校祭「尚美展」の時に公開することとしていた。

### 現在の青井記念館（美術館）
1991年（平成3年）頃より、高岡市の都市計画道路桜馬場－長慶寺線の拡幅計画にともない移転を余儀なくされた。他方で富山県立高岡高等学校跡地の有効利用計画で高岡市民総合文化広場構想の周辺事業に組み込まれ、1994年（平成6年）の創立100周年という節目でもあり、重ねて青井忠治の遺族からの支援、富山県からの助成、同窓会の厚い志もあって、新しい青井記念館として、現在の場所に新築された。
鉄筋コンクリート2階建て（延床面積は約1,300平方メートル）、1階（床面積670平方メートル）部分は美術館ギャラリーで、大きな円形プランの外周沿いに拡がるドーナツ状の回遊式展示室をもち、中央部に収蔵庫を設けている。所蔵する美術作品は、1894年（明治27年）創校当時の教材として譲渡されたもの、在職教職員の作品、生徒の卒業制作品として母校に残されたもの、卒業後に現役作家として寄付されたものなど由来はさまざまであるが、928点（2019年現在）をこえる作品数を収蔵している。これらの収蔵品の一部は常設展や企画展で展示され、同窓生ギャラリーとしての個展等も開催し未収蔵品の展覧会も多い。隣接する高岡市美術館と連動した展覧会も随時企画され、高等学校の附属設備であるが、土日祝日にも開館（月曜休館）して、広く県民に親しまれる美術館を目指している。
2階（床面積591平方メートル）部分は学校図書館で、閲覧室・管理室、美術工芸実習室からなり、生徒および教職員のための専用施設である。校舎本館2階とは断面が円形の空中渡り廊下で結ばれており、本館側2階ロビーには同窓生藤子・F・不二雄の業績をたたえる陳列棚がある。

## 校歌
作詞：松坂直美、作曲：平井保喜

## アクセス
- JR氷見線越中中川駅 徒歩5分
- JR氷見線・城端線、あいの風とやま鉄道線高岡駅 徒歩約25分
- 富山地方鉄道「中川」停留所 徒歩2分

## 主な卒業生
- 青井忠治（実業家、丸井の創業者）
- 市山貴章（俳優）
- 郷倉千靱（日本画家、日本芸術院会員）
- 小坂勝人（日本画家）
- 小杉史哉（元声優）
- コンプレッサー（マジシャン）
- 櫻井鴻有（日本画家）
- 佐々木大樹（彫刻家）
- 佐竹美保（児童書・挿絵）
- 塩崎逸陵（日本画家）
- 十二町仁三（日本画家）
- 辛光洙（北朝鮮工作員）
- 篁牛人（日本画家）
- 滝田実（元同盟会長）
- 田畑功（彫刻家）
- 津野裕子（漫画家）
- 濱谷白雨（日本画家）
- 平田典靖（バドミントン選手）
- 藤子・F・不二雄（漫画家、ドラえもんの作者）
- 藤森兼明（洋画家、日本芸術院会員）
- 松原秀典（アニメーター）
- 松村外次郎（彫刻家）
- まつもと泉（漫画家）
- 山崎覚太郎（漆芸家、日本芸術院会員）